# 元應
元應（1319年四月二十八日至1321年二月二十三日）是日本的年號之一。這個時代的天皇是花園天皇與後醍醐天皇，由後伏見上皇與後宇多上皇實施院政。鎌倉幕府征夷大將軍為守邦親王，執權為北條高時。

## 改元
- 文保三年四月二十八日（1319年5月18日）改元元應
- 元應三年二月二十三日（1321年3月22日）改元元亨

## 出處
唐書：「陛下富教安人，務農敦本，光復社稷，康濟黎"元"之"應"也。」

## 紀年、西曆、干支對照表
| 元應       | 元年   | 二年   | 三年   |
| 儒略曆日期 | 1319年 | 1320年 | 1321年 |
| 干支       | 己未   | 庚申   | 辛酉   |